# Югория (страховая компания)
«Юго́рия» — основанная в 1998 году правительством Ханты-Мансийского АО страховая компания. С 2018 года единственным акционером компании является группа компаний «Регион». Головной офис находится в Ханты-Мансийске, уставный капитал на декабрь 2018 года — 1,25 млрд рублей.
Страховая деятельность ведется на основании лицензий Банка России (все выданы 26 августа 2019 года):
- СИ 3211 (имущественное страхование);
- СЛ 3211(личное страхование);
- ОС 3211-3 (ОСАГО);
- ОС 3211-4 (обязательное страхование гражданской ответственности владельцев опасных объектов);
- ОС 3211-5 (обязательное страхование гражданской ответственности перевозчиков);
- ПС 3211 (перестрахование).

«Югория» вправе осуществлять деятельность по 21 видам страхования и перестрахованию с использованием 60 правил страхования.
По итогам 2020 года АО «Группа страховых компаний „Югория“» входила в топ-20 страховых компаний по сборам страховых премий и в топ-30 по медиаактивности.

## История
ГСК «Югория» была учреждена в 1997 году Комитетом по управлению государственным имуществом Ханты-Мансийского автономного округа. 31 марта 1998 года Югория получила лицензию Министерства Финансов Российской Федерации № 0877 на право проведения страховой деятельности. В сентябре 2004 года прошло акционирование компании, ее единственным акционером стало правительство Югры.
В 2006 году, в связи с требованием законодательства о разделении страховой деятельности по видам страхования, была создана страховая компания «Югория-Жизнь», которая осуществляет страхование от несчастных случаев и болезней, страхование жизни, медицинское и пенсионное страхование.
В июле 2007 года страховая группа «Югория» купила омскую медицинскую страховую компанию «АСКО-Забота».
В 2012 году после несостоявшейся приватизации был запущен план финансового оздоровления компании.
В 2015 году СМК «Югория-Мед» и «АСКО-Забота», дочерние компании ГСК «Югория», были проданы группе «Альфастрахование».
В 2017 году акционер вновь принял решение о включении компании в план приватизации.
В мае 2018 года Российским аукционным домом в Санкт-Петербурге был проведен аукцион на право приобретения 100 % акций Государственной страховой компании «Югория». Победителем аукциона стала группа компаний «Регион».
В июне 2018 года в Ханты-Мансийске состоялось подписание договора о продаже 100 % акций ГСК «Югория» между правительством Ханты-Мансийского автономного округа — Югры и группой компаний «Регион».
Осенью 2019 года компания «Югория» вела переговоры о покупке региональной страховой компании «Стерх» (г. Якутск), но у последней была отозвана лицензия и эта сделка не состоялась.

## Деятельность
С 2015 года благодаря плану финансового оздоровления компания стабильно демонстрирует положительный финансовый результат: в 2015 году «Югория» получила чистую прибыль в размере 237 млн руб., в 2016 году — 183 млн руб., в 2017—664 млн руб., в 2018 году чистая прибыль составила 1 411 млн руб..
За 2019 год «Югория» собрала 13,5 млрд руб. страховых премий и заняла 21-е место по объему собранной премии, 11-е место по ОСАГО и 10-е место по автокаско. Её активы на 31 декабря 2018 года, по данным Эксперт РА, составили 11,7 млрд руб.
По итогам 1 полугодия 2023 года Компания занимает 11 место среди страховщиков России non-life сегмента, входит в ТОП-7 по ОСАГО, и занимает 11 место среди крупнейших страховщиков по каско, 10 место по страхованию имущества физических и юридических лиц. Входит в Топ-7 (рэнкинг ЦБ по кол-ву агентов 2021 года) по количеству агентов по данным ЦБ РФ.

## Награды
- В 2006 году «Югория» стала лауреатом премии «Финансовая элита России» в номинации «Лучшая региональная страховая компания года»[20].
- В том же 2006 году компания становится лауреатом премии «Российский финансовый олимп — 2006» в номинациях «Лучшая региональная страховая компания» и «Самая динамично развивающаяся страховая компания»[21].
- В 2007 году компания стала лауреатом Всероссийского конкурса «Элита российского бизнеса» в номинации «За значительный вклад в развитие национальной системы страхования»[22].
- «Югория» неоднократно становилась лауреатом премии «Золотая Саламандра» — в 2004 году (номинация «Лидер межрегионального страхового рынка России»), в 2007 году («Межрегиональная страховая компания года»), в 2008 году («За продвижение и организацию страхового образования в регионе»), в 2010 году («Региональная страховая компания с федеральной сетью 2009 года»).
- В 2016 году компания стала лауреатом Всероссийской премии «Права потребителей и качество обслуживания» в категории «Финансовая грамотность и открытость»[23].
- В 2021 году Югория заняла первое место в рейтинге лучших российских банков и страховых компаний в номинации «Народная любовь» финансового маркетплейса Сравни.
- В 2022 году страховая компания Югория заняла 1 место в национальной Премии финансового маркетплейса Сравни за самое большое количество положительных отзывов.  В 2022 году Югория получила более 3 тысяч оценок с итоговым рейтингом 4,94 балла из 5 возможных.
- В 2023 году Югория заняла первое место в рейтинге доступности и качества обслуживания в неавторизованных цифровых каналах среди страховых компаний второй группы по размеру собираемых премий, построенном по итогам исследования ведущего российского разработчика программных решений для бизнеса NAUMEN